# 野外博物館

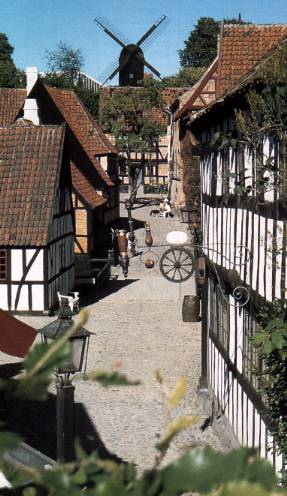
デンマークのオーフスにある旧市街を再現した野外博物館（デン・ガムレ・ビュー）

野外博物館（やがいはくぶつかん、英: Open Air Museum）は、建築物の集合体や、展示物が屋内ではなく、屋外にあり、見たり触ったりで体験して学んでもらうことに主眼を置いた博物館である。
ヨーロッパの野外博物館は「スカンセン」、「ミュージアムズ・オブ・ビルディング」（建物博物館）、「フォーク・ミュージアム」（民俗博物館）など様々な呼び方がある。最新の様式はフランス発祥のエコミュージアムである。発想としての、また設備、施設としての野外博物館のよくまとまった歴史ガイドは、 スウェーデンの博物館学者ステン・レンツホグ (Sten Rentzhog) の本『野外博物館　歴史と視覚的アイディアの将来』 (Open air museums. The history and future of a visionary idea, 2007) などがある。
野外博物館の一種として「リビング・ファーム・ミュージアムズ」、「リビング・ミュージアムズ」などを含む昔の生活の実演は当時の衣装を着て当時の生活様式を見せる。アメリカにおいては植民地時代など、一般に昔、あるいはある特定の時代の建物、暮らし、道具や手仕事をそのままに見せるといった目的で作られているものが多い。この生活様式には屋外のかまどでの料理、バターの撹拌、紡績、織物、近代的な農機具を使わない農業などが含まれる。多くのリビング・ミュージアムでは鍛冶屋、樽や桶の製造、陶芸、製粉、製材、印刷、医療、商店など伝統的な手工業の実演が行われる。

## 定義

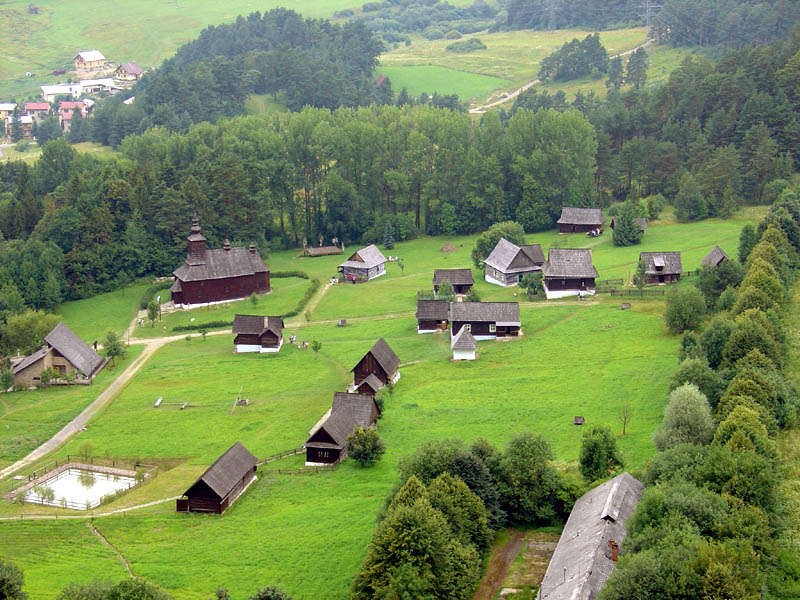
スロバキアのStará Ľubovňa にある野外博物館

屋外で、「ファーム・ミュージアム」（農園博物館）、「ヒストリック・ハウス・ミュージアム」（歴史的邸宅博物館）、「アーカイオロジカル・オープンエア・ミュージアム」（考古学的野外博物館）などで建造物が含まれることが多い。「野外博物館」として、特化された展示物や、通常過去の風景に似せて作られた場所に複合的、歴史的に建て直された建造物があり、しばしばリビング・ヒストリー（実演）が含まれる。そのためこれらの多くは建物博物館であるともいえる。ヨーロッパの野外博物館は木造建造物など当初の場所に位置することが多い。
欧米の野外博物館は19世紀初頭の歴史を表現するものが多く、様々な職種の人々の日常を紹介する。
広義な野外博物館には、地域の自然、産業、文化に焦点を当てるフィールドミュージアムと呼ばれる活動や、一般には、従来の博物館のように建物の中で展示、保存、学習などを完結するのではなく、屋外や地域を活動空間とする新しいタイプの博物館を指す。天然記念物や文化財、追跡などの現地保存も活動に取り込む動きがある。

## 起源

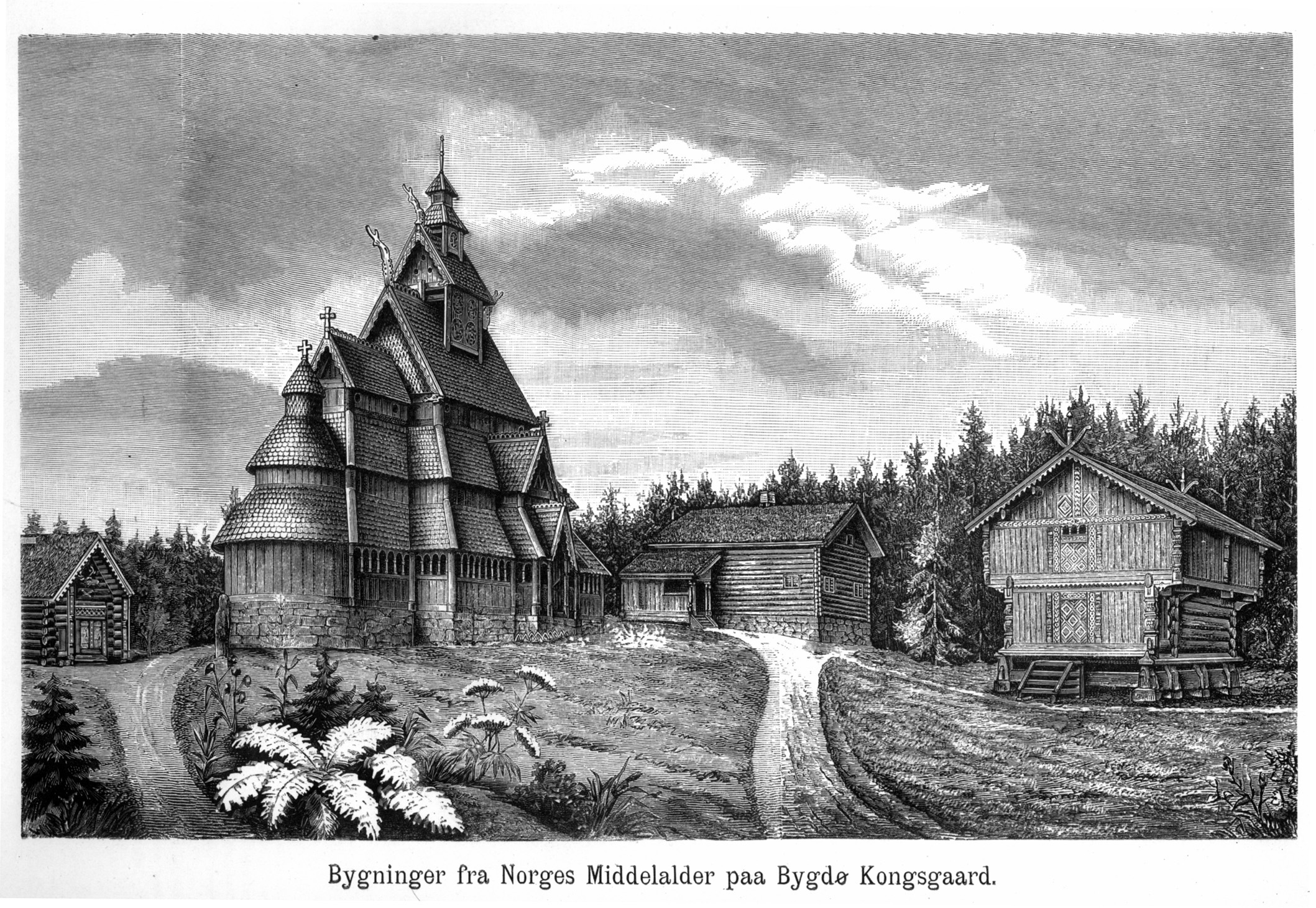
1888年、オスロ近郊ビグデイにあるオスカー王のコレクションを展示した世界初の野外博物館

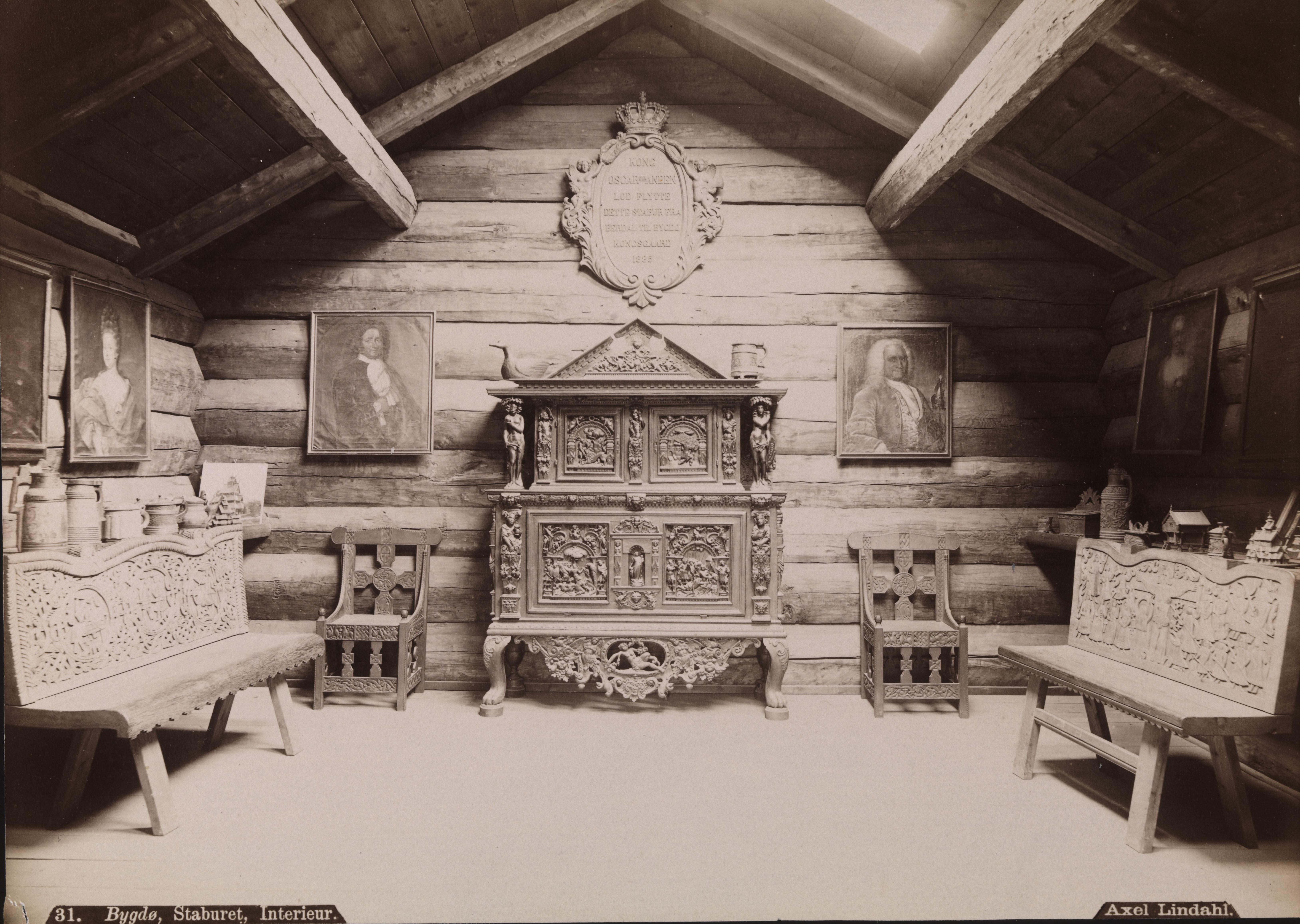
オスカー王の博物館のバーダルのロフト室内。看板には「1885年、第2代オスカー王はこのスタバーをバーダルからビグデイに移設した」と記載してある。

19世紀前半には、フランスのヴェルサイユ宮殿やバージニア州にあるジョージ・ワシントンの邸宅マウントバーノンなどのように多くの歴史的重要建造物やそれらに関連するものは博物館として一般に公開されていた。しかし野外博物館としての発想の博物館は、19世紀末にナショナル・ロマンティシズム熱が高まっていたスカンジナビア で初めて作られた。地元で伝わる建築技術を基礎とした木造建造物の伝統的移築や再建の展示を行なうためであった。これは屋内の博物館と似た傾向であった。複数の建造物の収集および展示をするために野外博物館となった。当時の野外博物館は18世紀にあったエキゾチックなパビリオン、アンティークな寺院、遺跡、小さな農家などであった。19世紀中期から後期には国際博覧会で小さな農家が展示されるようになった。
その後ヨーロッパ、北米へと広まり、世界初の野外博物館は、1881年に当時のスウェーデン＝ノルウェー王国のオスカル2世がクリスチャニア（現在のオスロ）郊外に公開したものである。夏の離宮にスターヴ教会（ゴル・スターヴ教会）などノルウェー各地の貴重な建物を移築させ、自身の名を冠した『オスカル2世コレクション』として保存、公開したのが始まりである。当初、中世からのノルウェイ建築の進化を表現するため8軒から10軒の建物を建設する予定であった。しかし5軒建てたところで経済的理由によりオスカル2世の興味が失われた。その後この博物館は1890年代に隣接した土地に設立されたノルウェー民俗博物館に組み込まれた。民俗学者のアッター・ハセリオスはこのコレクションに影響を受けて、正式な「博物館」としては世界で初めて1891年に建立されたのがスウェーデンのスカンセン野外博物館であり、後続の北部および東部のヨーロッパ、最終的には世界中の野外博物館のモデルとなった。スカンセン野外博物館はSTOCKHOLM CARDの利用により入場無料となり、スウェーデン各地の民俗文化や建物のみならず、トナカイ・ムース、水生動物等が見られる。中央ヨーロッパ、東ヨーロッパの一部では「スカンセン」という名は野外博物館や歴史的建造物のコレクションを表す名詞として使用されている。
1900年頃、スカンジナビア、特にノルウェイやスウェーデンで続々と野外博物館が設立された。
多くの野外博物館が郊外の文化に集中している。しかし1914年にデンマークのオーフスにデン・ガムレ・ビューが初の博物館街として開業して以降、町文化が野外博物館の1つの範囲となった。新しい博物館街は郊外文化博物館に建てられることが多い。
最近では、フランスから始まったエコミュージアムという新しいタイプの野外博物館もある。エコミュージアムは地域住民の主体的な参加を重視し、また生態系の観察、保護を目指すの活動も含まれる。
海外の著名な野外博物館では、スイスのバレンベルク野外博物館に、フィンランドのセウラサーリ野外博物館など、昔の生活と暮らし方の博物館がヨーロッパには多い。アメリカにも独立戦争時代の歴史的な背景の中で当時の生活を体験させるような野外博物館がある。

## 北米

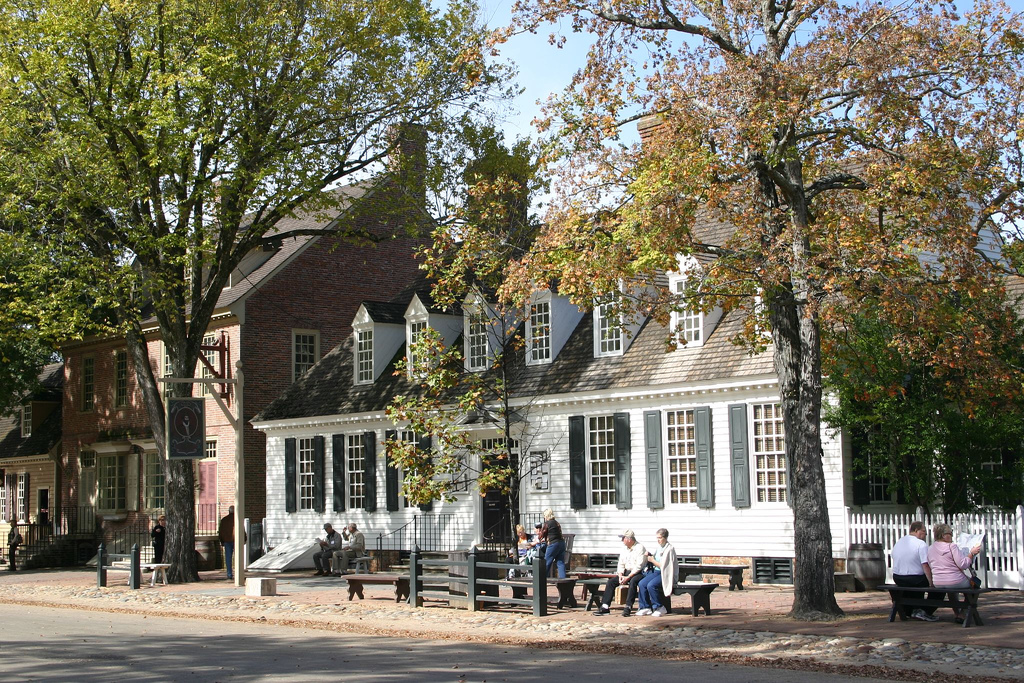
コロニアル・ウィリアムズバーグ内の歴史的建物

北アメリカの野外博物館は通常「リビング・ヒストリー・ミュージアム」と呼ばれ、ヨーロッパの野外博物館と違って体験ができるようになっている。1928年、ヘンリー・フォードが「アメリカの縮図」としてミシガン州ディアボーンにグリーンフィールド・ヴィレッジを設立したのが最初であった。しかし1934年にコロニアル・ウィリアムズバーグが設立すると、ミスティック・シーポート、プリマス・プランテーション、ルイブール要塞など北アメリカの博物館の発展に多大なる影響を与えた。北アメリカとヨーロッパでは解釈が違い、ヨーロッパでは建造物により焦点を合わせている。
北アメリカでは多くの野外博物館で従業員が当時の衣装を身に着け、当時の手工業や日常生活を実演して見せる。そのためリビング・ミュージアムでは文化、自然環境、歴史を実際目の前で見ることができる。これは来場者が五感を使ってその特定の文化、環境、歴史を経験することを目的としている。ただしこの実演は信憑性や精度に誤解が生じやすく、奴隷制度などの不正な歴史から目を背けるようになるなど人類学者からしばしば批判を受けている。このような批判を受け、ウィリアムズバーグなどは歴史の暗い部分の展示も追加してきている。

## 国別野外博物館一覧

### アメリカ合衆国
- ボディ（カリフォルニア州）
- ハースト・キャッスル（カリフォルニア州）
- ベントズ・オールド・フォート国立史跡（コロラド州）
- グリーンフィールド・ヴィレッジ（ミシガン州）
- オールド・セーラム（ノースカロライナ州）
- コロニアル・ウィリアムズバーグ（バージニア州）

### ドイツ
- ローシャイダー・ホーフ野外博物館（ドイツ語版）（ラインラント＝プファルツ州）

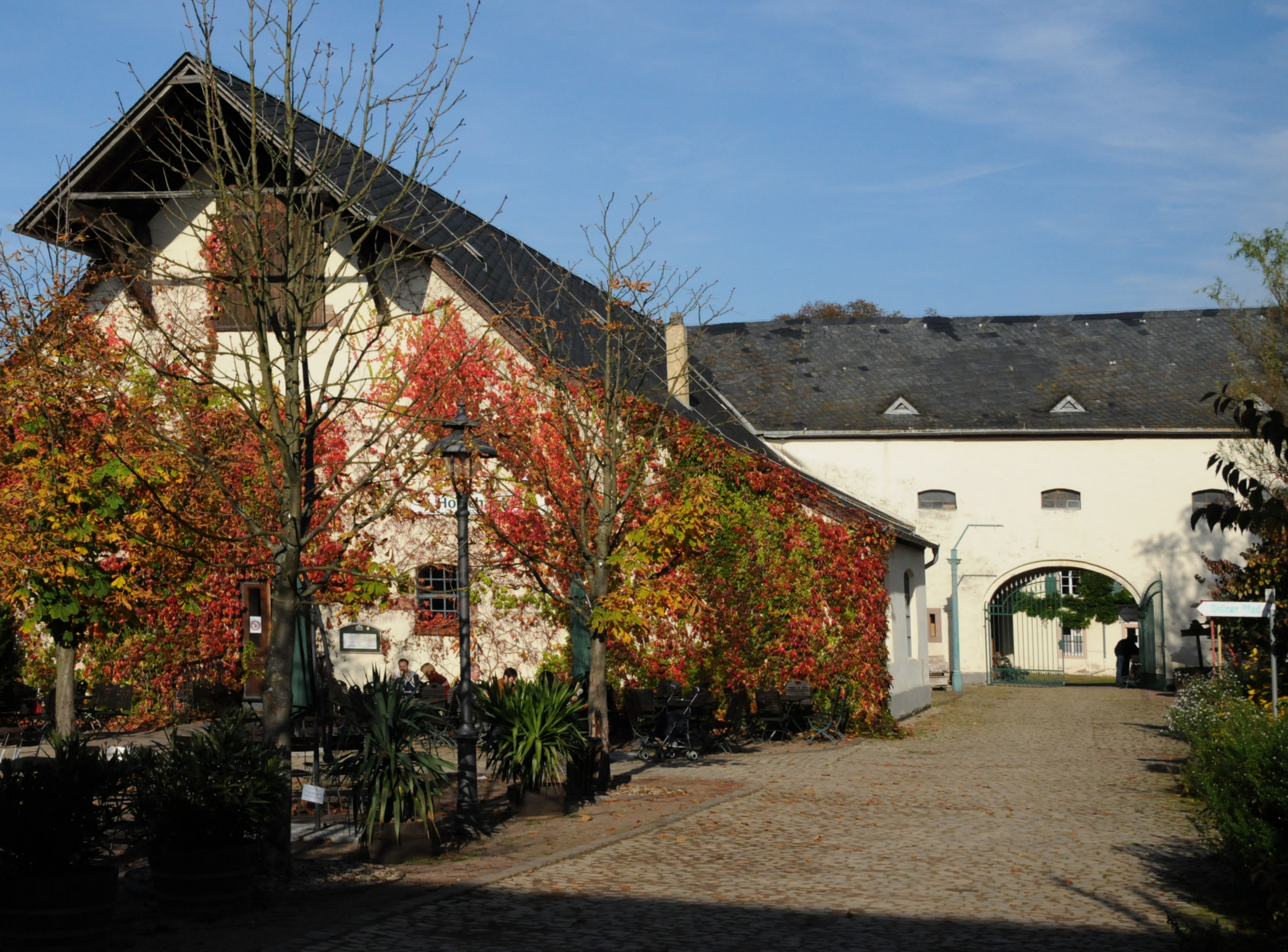
ローシャイダー・ホーフ

### ノルウェー
- ノルウェー民俗博物館 (Norsk Folkemuseum) - オスカル2世の私的コレクションとして始まった、世界初の本格的な野外博物館とされている。

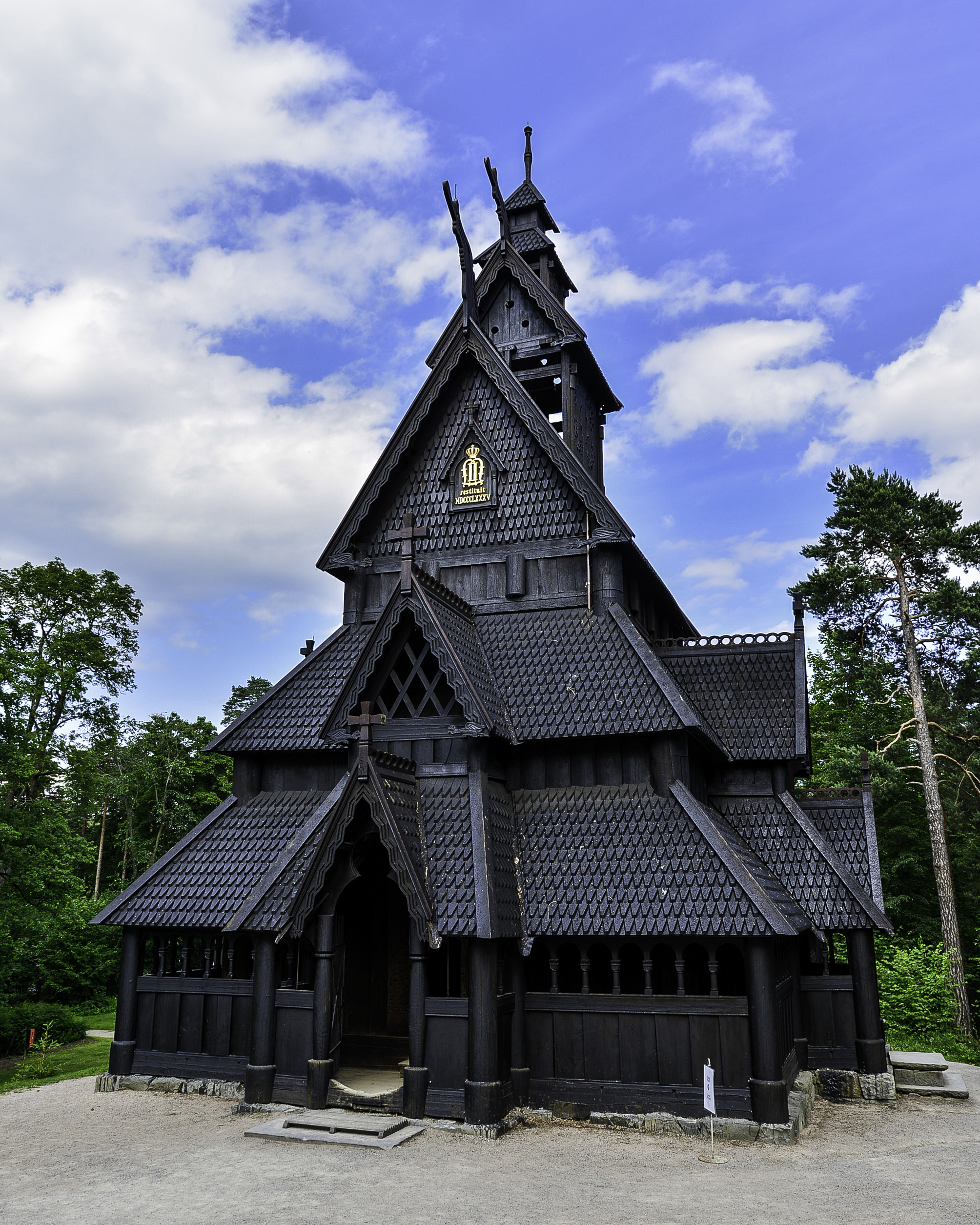
ノルウェー民俗博物館 （ゴル・スターヴ教会）

### 日本
- 北海道開拓の村（北海道札幌市厚別区）
- みちのく民俗村（岩手県北上市）
- 遠野市伝承園（岩手県遠野市）
- 遠野ふるさと村（岩手県遠野市）
- 福島市民家園（福島県福島市）
- 喜多方蔵の里（福島県喜多方市）
- 大内宿（福島県南会津郡下郷町）
- 千葉県立房総のむら（千葉県印旛郡栄町）
- 浦安市郷土博物館（千葉県浦安市）
- 高坂彫刻プロムナード高田博厚彫刻群（埼玉県東松山市）
- 蓑虫美術館（埼玉県蓮田市）
- 府中市郷土の森博物館（東京都府中市）
- 江戸東京たてもの園（東京都小金井市）
- 三溪園（神奈川県横浜市中区）
- 川崎市立日本民家園（神奈川県川崎市多摩区）
- 箱根 彫刻の森美術館（神奈川県足柄下郡箱根町）
- 富士市歴史民俗資料館（静岡県富士市）
- 石川県立白山ろく民俗資料館（石川県白山市）
- 金沢湯涌江戸村（石川県金沢市）
- 福井市おさごえ民家園（福井県福井市）
- 古今伝授の里フィールドミュージアム（岐阜県郡上市）
- 飛騨民俗村（岐阜県高山市）
- 飛騨荘川の里（岐阜県高山市）
- 合掌造り民家園（岐阜県大野郡白川村）
- 博物館明治村（愛知県犬山市）
- リトルワールド（愛知県犬山市）
- 日本民家集落博物館（大阪府豊中市）
- 奈良県立民俗博物館（奈良県大和郡山市）
- 淡路ワールドパークONOKORO（兵庫県淡路市）
- 四国村・四国民家博物館（香川県高松市）
- 宮地嶽神社・民家村自然公苑（福岡県福津市）
- 長崎市グラバー園（長崎県長崎市）
- 壱岐風土記の丘古民家園（長崎県壱岐市）
- 肥後民家村（熊本県玉名郡和水町）
- 霧島アートの森（鹿児島県姶良郡湧水町）
- 琉球村（沖縄県国頭郡恩納村）
- 国営沖縄記念公園・おきなわ郷土村（沖縄県国頭郡本部町）
- 石垣やいま村（沖縄県石垣市）

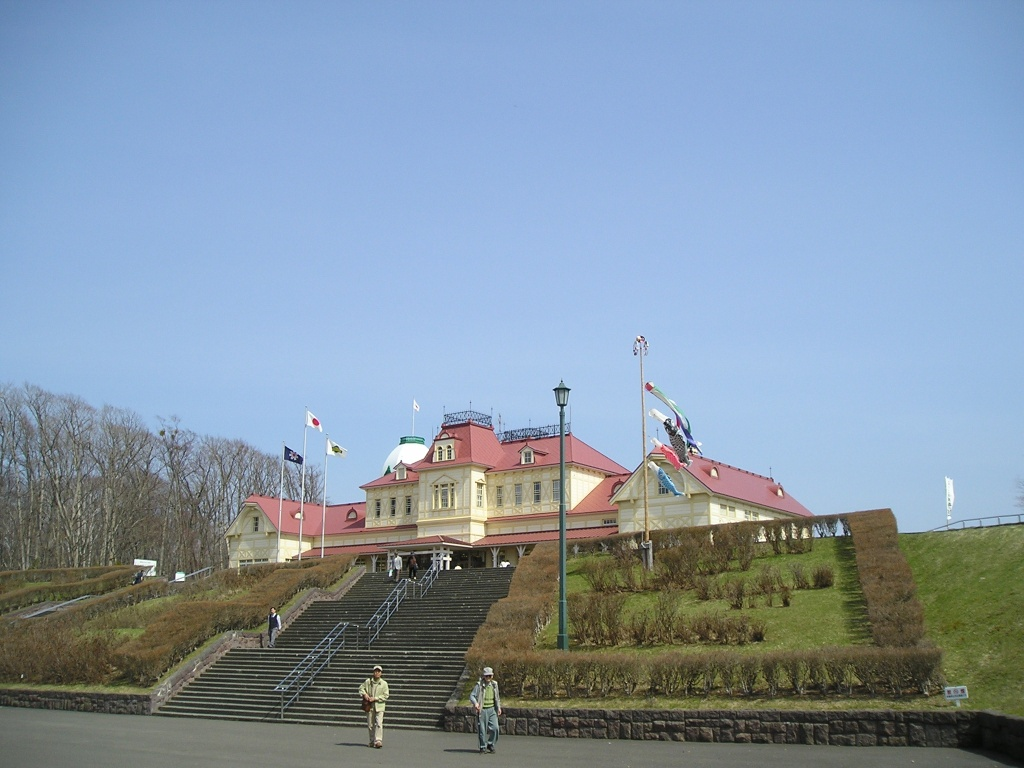
北海道開拓の村
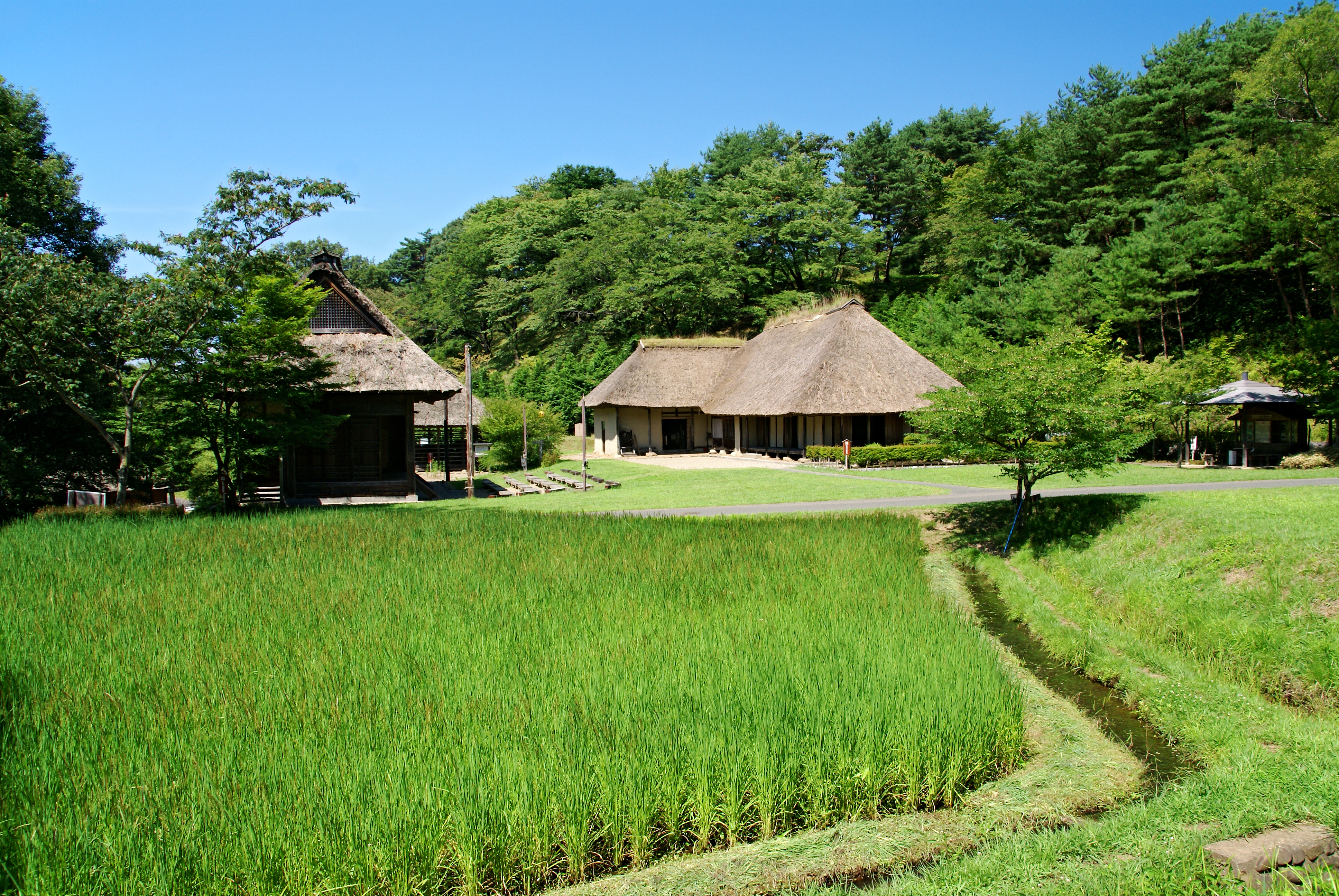
みちのく民俗村
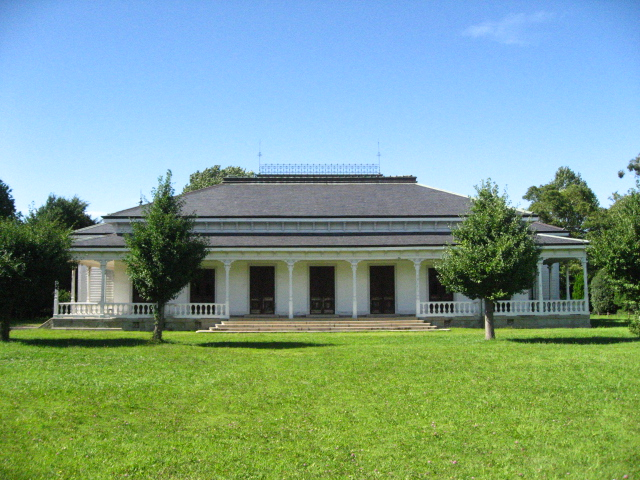
千葉県立房総のむら
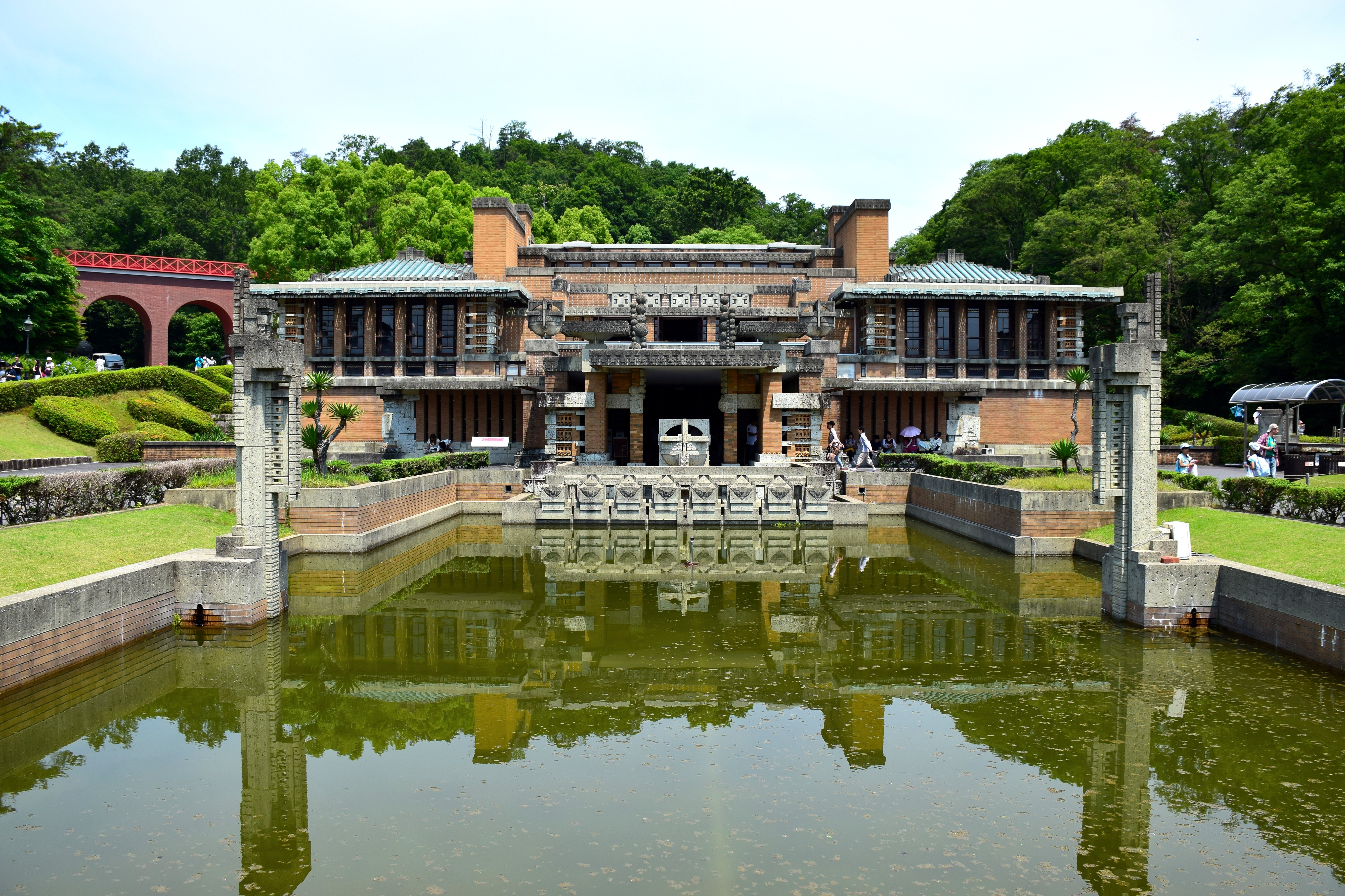
博物館明治村
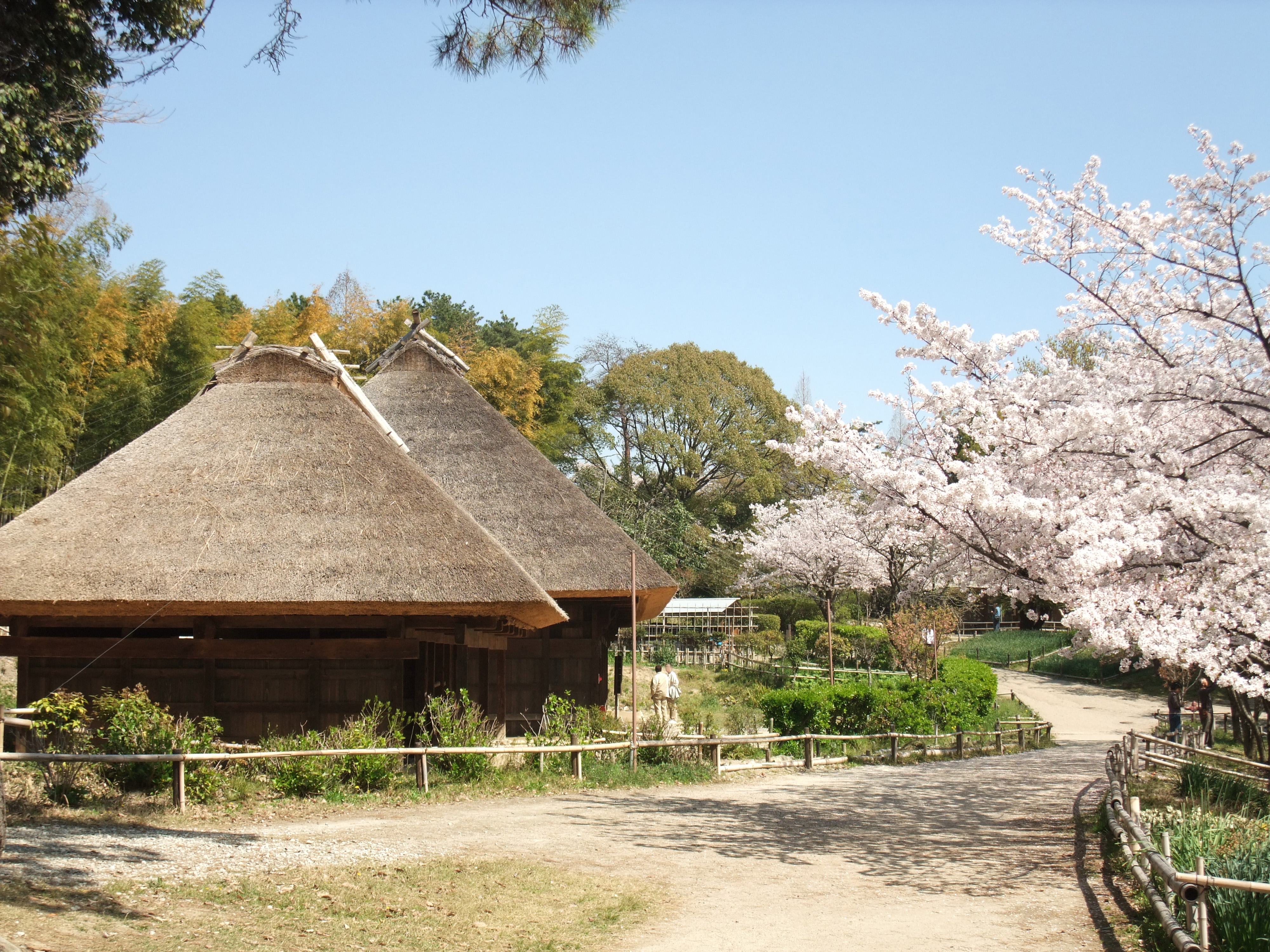
日本民家集落博物館
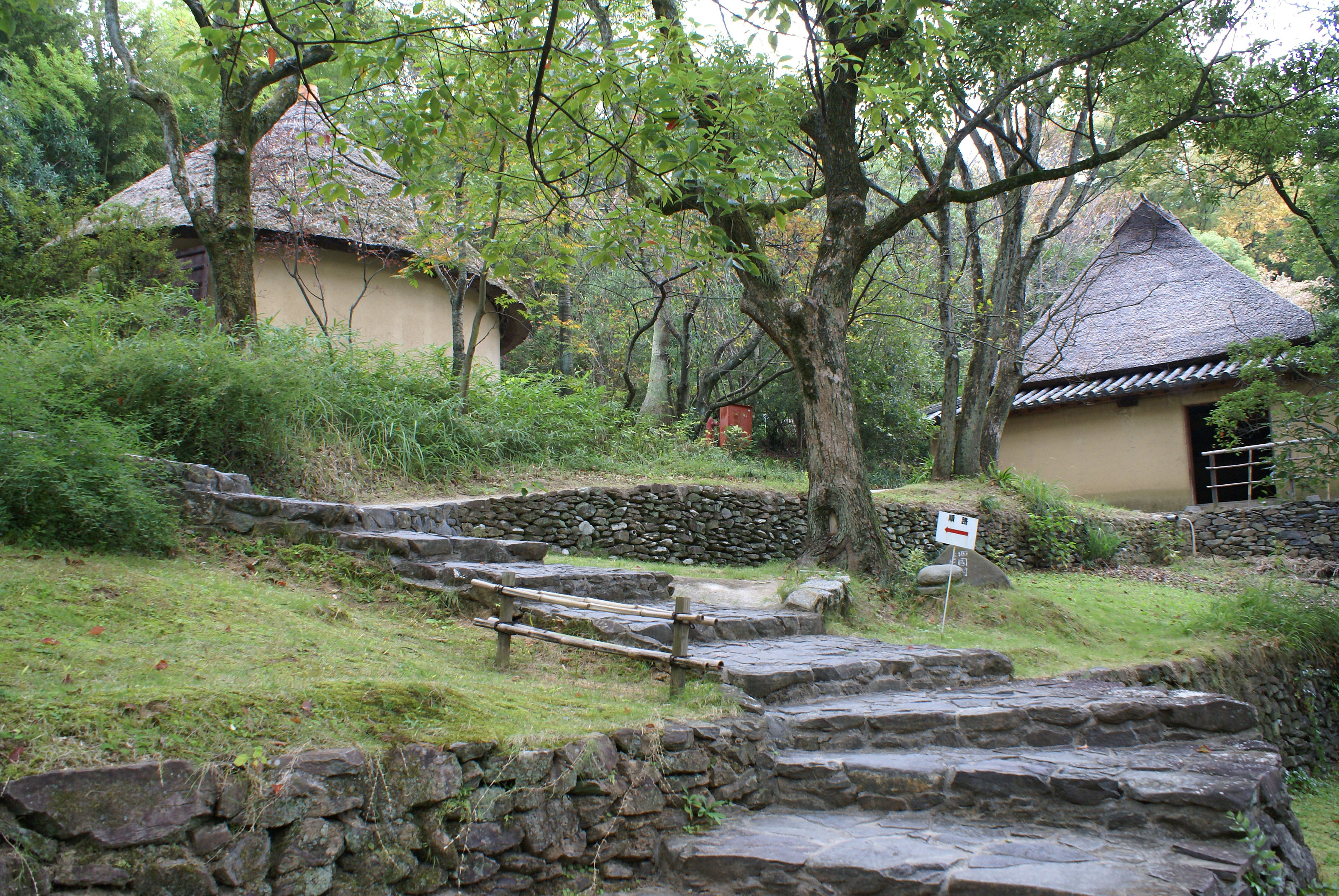
四国村
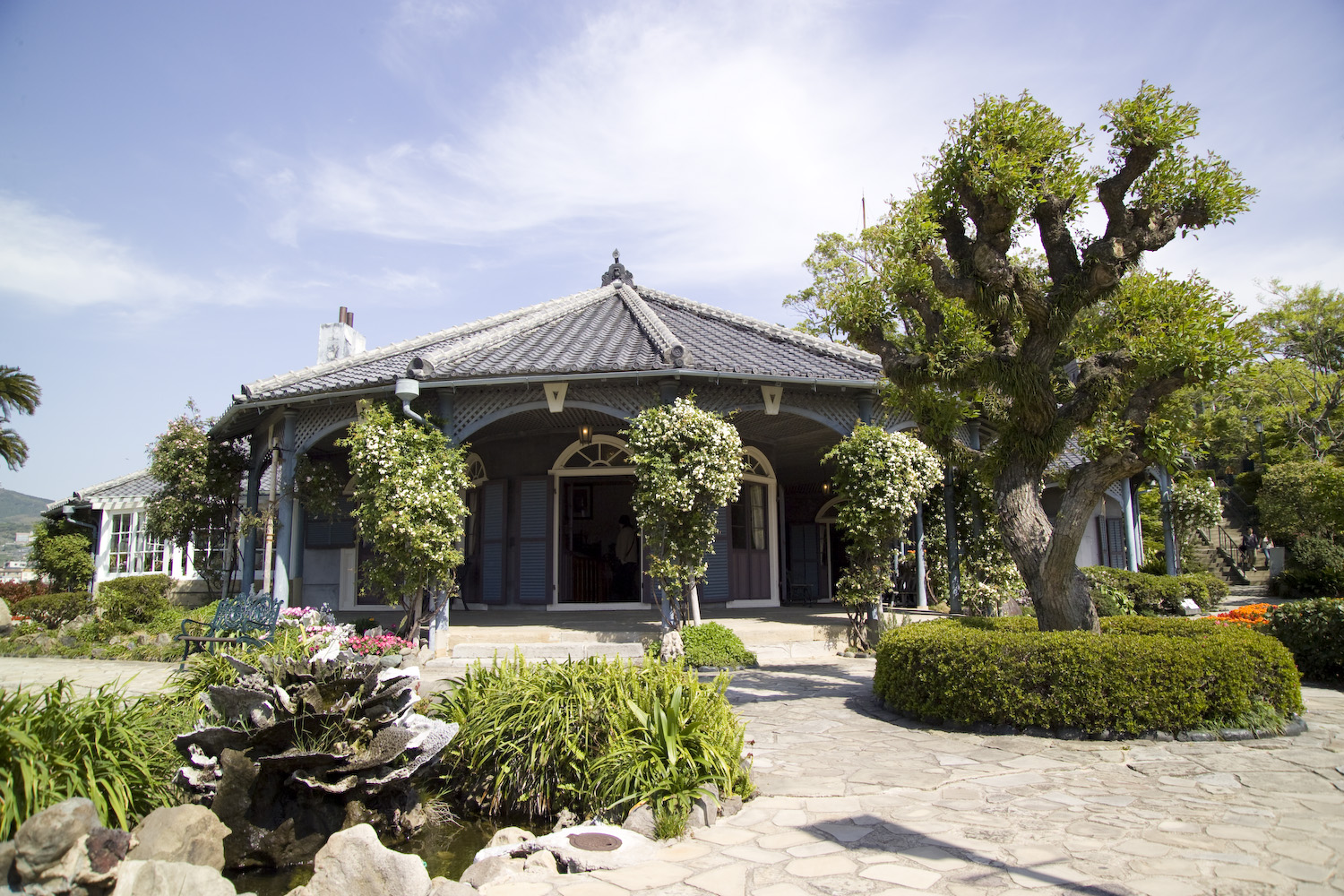
グラバー園